# James C. Brewster
James Colin Brewster (26 ottobre 1826 – 8 gennaio 1909) è stato un religioso statunitense, cofondatore della Chiesa di Cristo (Brewsterite), una setta scismatica nel Movimento dei Santi degli ultimi giorni.

## Biografia
Brewster nacque a Black Rock, contea di Erie, New York da Zephaniah H. Brewster (nato nel 1797) e Jane J. Higby Brewster (nato nel 1809). I suoi genitori si unirono alla Chiesa di Gesù Cristo dei Santi degli Ultimi Giorni (Mormoni) nel 1830 e nel 1835 si trasferirono a Kirtland, Ohio, dove i Santi degli Ultimi Giorni si stavano radunando e costruendo il Tempio di Kirtland.
Nel 1836, all'età di 10 anni, Brewster iniziò ad affermare di aver ricevuto la visita dell'Angelo Moroni, lo stesso angelo che Joseph Smith Jr sosteneva lo avesse condotto alle tavole d'oro . Nel novembre 1837, a causa delle sue persistenti affermazioni di essere un profeta, Brewster fu disassociato dalla Chiesa di Gesù Cristo dei Santi degli Ultimi Giorni.
Nel 1842, Brewster aveva terminato un libro intitolato Le parole di giustizia per tutti gli uomini, scritte da uno dei libri di Esdras, che fu scritto dai cinque scrittori pronti, in quaranta giorni, di cui parlò Esdras, nel suo secondo libro , quattordicesimo capitolo degli Apocrifi, essendo uno dei libri che furono perduti, ed è ora venuto alla luce, per dono di Dio, negli ultimi giorni . Dopo la morte di Joseph Smith nel giugno 1844, Brewster iniziò ad accumulare seguaci a Springfield, Illinois, tra i Santi degli Ultimi Giorni che erano alla ricerca di un nuovo profeta-leader.
Nel 1848, Brewster e Hazen Aldrich fondarono la Chiesa di Cristo , che sostenevano fosse il vero successore della Chiesa di Cristo che Smith aveva fondato nel 1830. Aldrich fu scelto come primo presidente della setta con Brewster e Jackson Goodale (1816-1896) come consiglieri della Prima Presidenza.
Brewster continuò a ricevere rivelazioni da Dio a nome della chiesa e nel 1850 dichiarò che c'era una terra chiamata "Bashan" nella valle del Rio Grande che Dio aveva scelto come nuovo luogo di ritrovo per i Santi degli Ultimi Giorni. Nel 1850, Brewster e Goodale guidarono una carovana di seguaci alla ricerca di Basan, mentre Aldrich, che aveva iniziato a dubitare delle capacità profetiche di Brewster, rimase a Kirtland.
Il 31 dicembre 1850, Brewster e 32 dei suoi seguaci furono elencati nel censimento degli Stati Uniti del 1850 a Socorro, nel territorio del New Mexico . La sua occupazione era elencata come "profeta mormone".
Ci furono disaccordi tra Brewster e Goodale e tra gli altri membri della chiesa durante il viaggio verso Basan, e la maggior parte dei seguaci di Brewster, tra cui Olive Oatman e la sua famiglia, abbandonarono Brewster. Alcuni sopravvissero al viaggio nel deserto e andarono alla deriva nel sud della California e vi si stabilirono; altri tornarono a casa. Pochi ne hanno parlato pubblicamente.
Brewster tornò con la sua famiglia a Litchfield, Illinois, dove insegnò a scuola. Si unì all'esercito dell'Unione a Springfield, Illinois, e fu ferito in battaglia. In cattive condizioni di salute, si unì poi al Corpo degli invalidi e lavorò in un ospedale. Durante l'era della ricostruzione, seguì suo fratello, Orlando Hamlet Brewster, in Louisiana, dove James insegnò in una scuola per afroamericani nella parrocchia di Ouachita e tentò di coltivare con loro. Orlando ebbe un ruolo nelle controverse elezioni presidenziali di Rutherford B. Hayes ed entrambi i fratelli Brewster lasciarono la Louisiana . Brewster tornò quindi inizialmente in Illinois. Ha trovato lavori strani, come lavorare come "hacker driver" in Minnesota. La sua salute era cagionevole, in realtà a causa della tubercolosi, e fu costretto a trovare lavoro come inserviente o "ragazzo d'ufficio". Ha detto che non era in grado di svolgere lavori manuali. Fece domanda per una pensione federale di invalidità nel 1880 e alla fine fu ammesso alla National Home for Disabled Volunteer Soldiers Northwestern Branch, a Wauwatosa, Wisconsin, dove morì all'età di 82 anni. È sepolto al Wood National Cemetery di Milwaukee, come "Pvt Jas Brewster, CO K, 22 ILL, INF."
Il registro della Casa dei Soldati lo riporta come protestante. Non si conoscono altre sue profezie nei sei decenni di anonimato seguiti al crollo del suo ministero nel deserto del New Mexico nel 1851.